# Трибухівці (Гусятинська селищна громада)
Трибухі́вці — село в Україні, у Гусятинській селищній громаді Чортківського району Тернопільської області. Розташоване на сході району.

## Населення

### Мова
Розподіл населення за рідною мовою за даними перепису 2001 року:
| Мова            | Кількість | Відсоток |
| --------------- | --------- | -------- |
| українська      | 830       | 99.64%   |
| польська        | 2         | 0.24%    |
| інші/не вказали | 1         | 0.12%    |
| Усього          | 833       | 100%     |

## Історія
12 червня 2020 року, відповідно до розпорядження Кабінету Міністрів України № 724-р «Про визначення адміністративних центрів та затвердження територій територіальних громад Тернопільської області» увійшло до складу Гусятинської селищної громади.
19 липня 2020 року, в результаті адміністративно-територіальної реформи та ліквідації Гусятинського району, село увійшло до складу новоутвореного Чортківського району.

## Релігія
- церква Покрови Пресвятої Богородиці (1882, мурована, УГКЦ).

## Відомі мешканці

### Уродженці
- Мирослава Зваричевська  — українська філологиня, педагогиня, громадська діячка, дисидентка та політув'язнена часів СРСР. Заслужений учитель України.
- Дмитро Бучинський  (9 квітня 1913, с. Трибухівці, нині Гусятинського району Тернопільської області — 4 листопада 1963, м. Рим, Італія, похований у м. Мадрид, Іспанія) — український літературознавець, перекладач, бібліограф, професора Українського Католицького Університету (Рим). Член-кореспондент УВАН, член НТШ. Вуйко (рідний брат матері Йосипі, до шлюбу Бучинської) і хресний батько відомої шістдесятниці Мирослави Зваричевської.
- Павло Петро Теодорович — український церковний діяч, священик-василіянин.

## Галерея

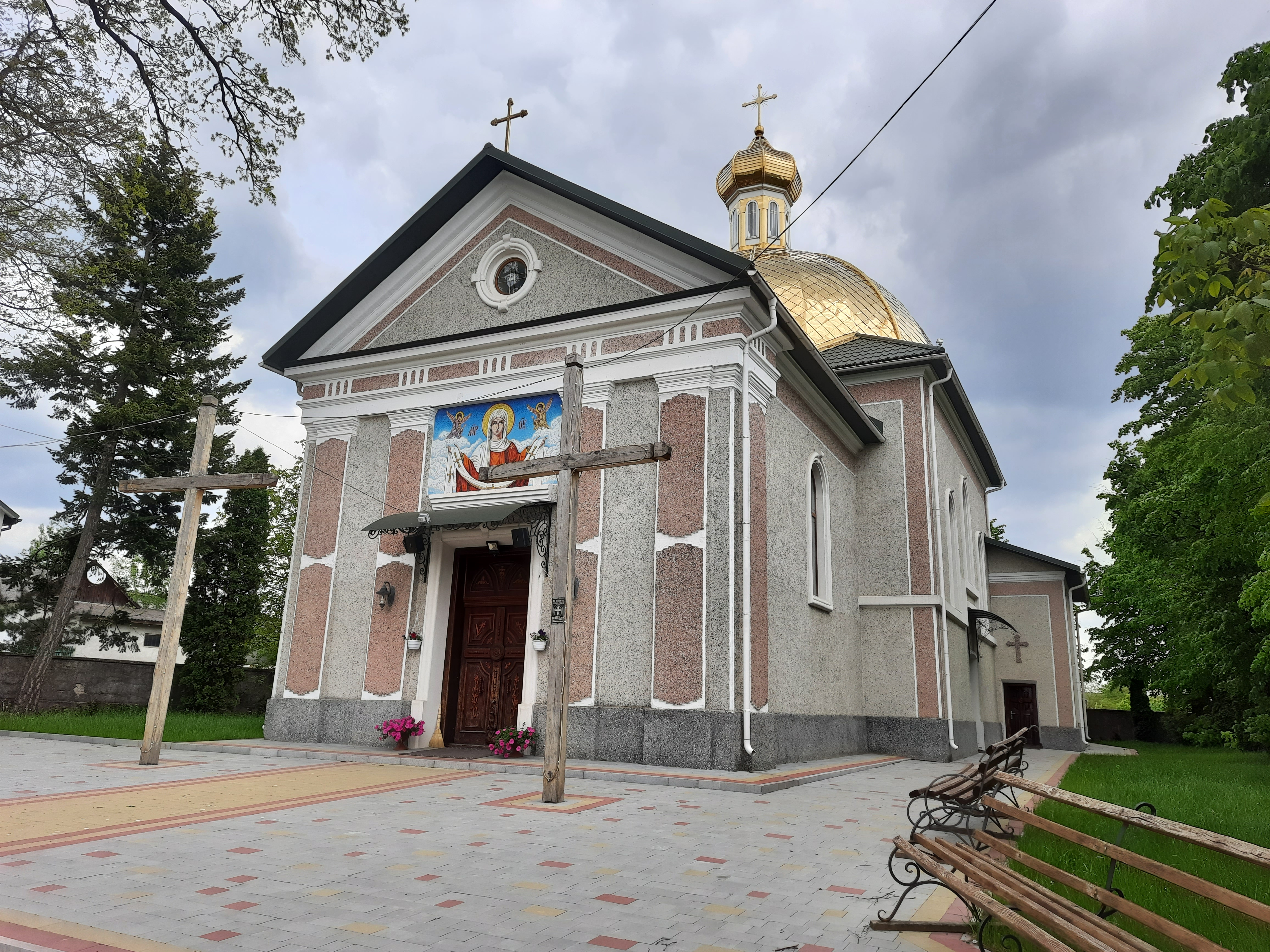
Церква Покрови Пресвятої Богородиці
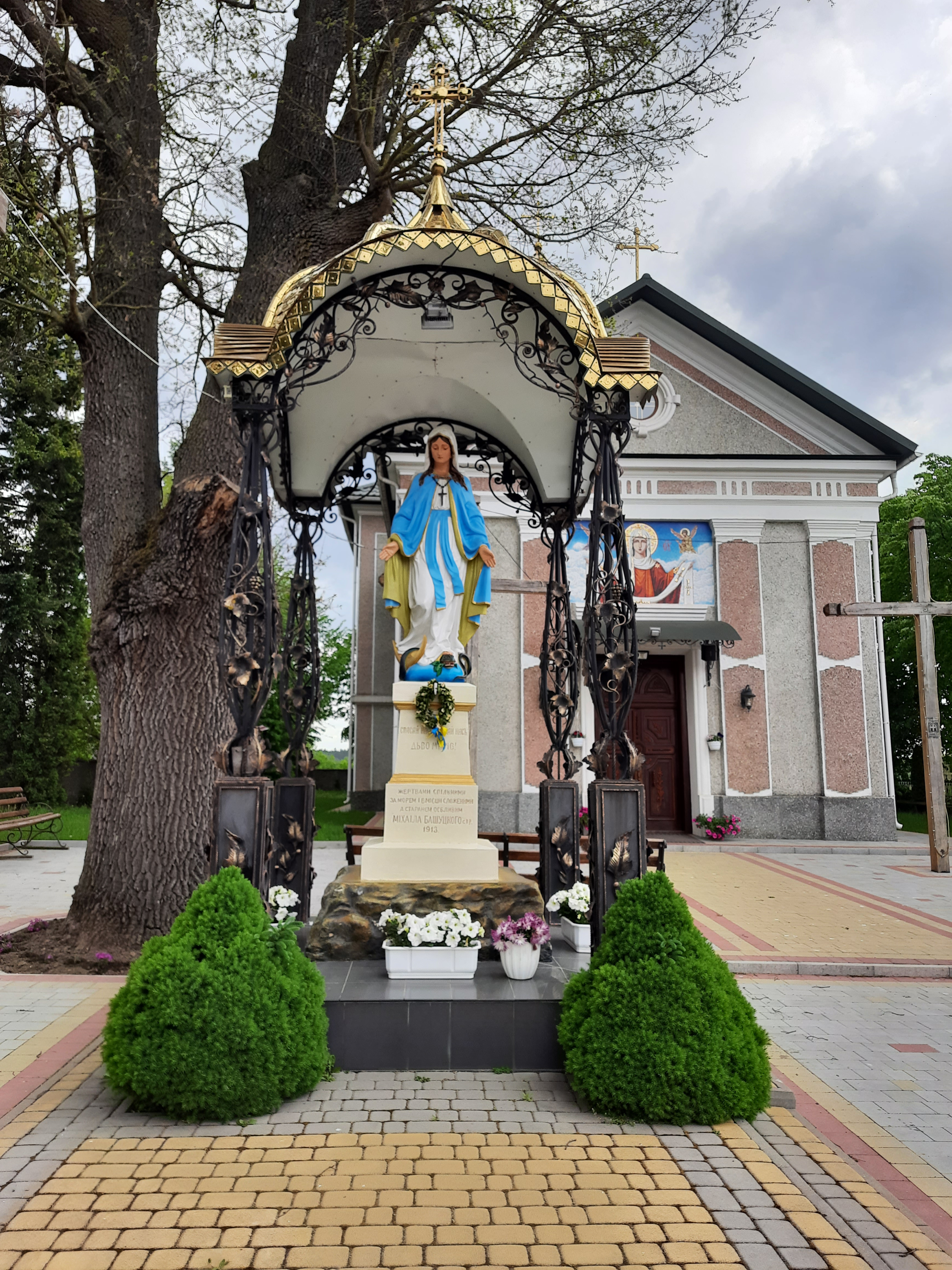
Статуя Божої Матері.
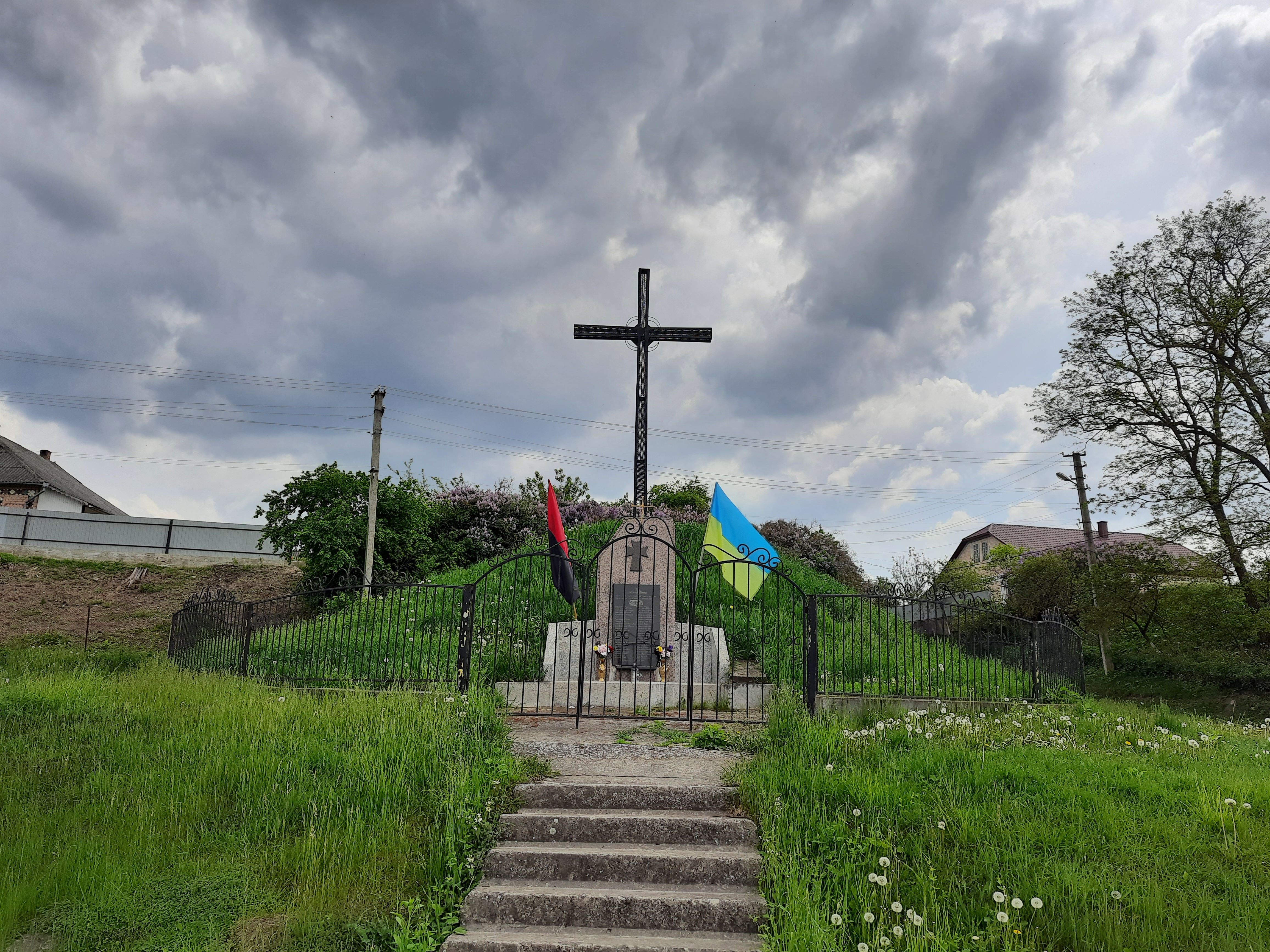
Символічна могила Борцям за волю України.
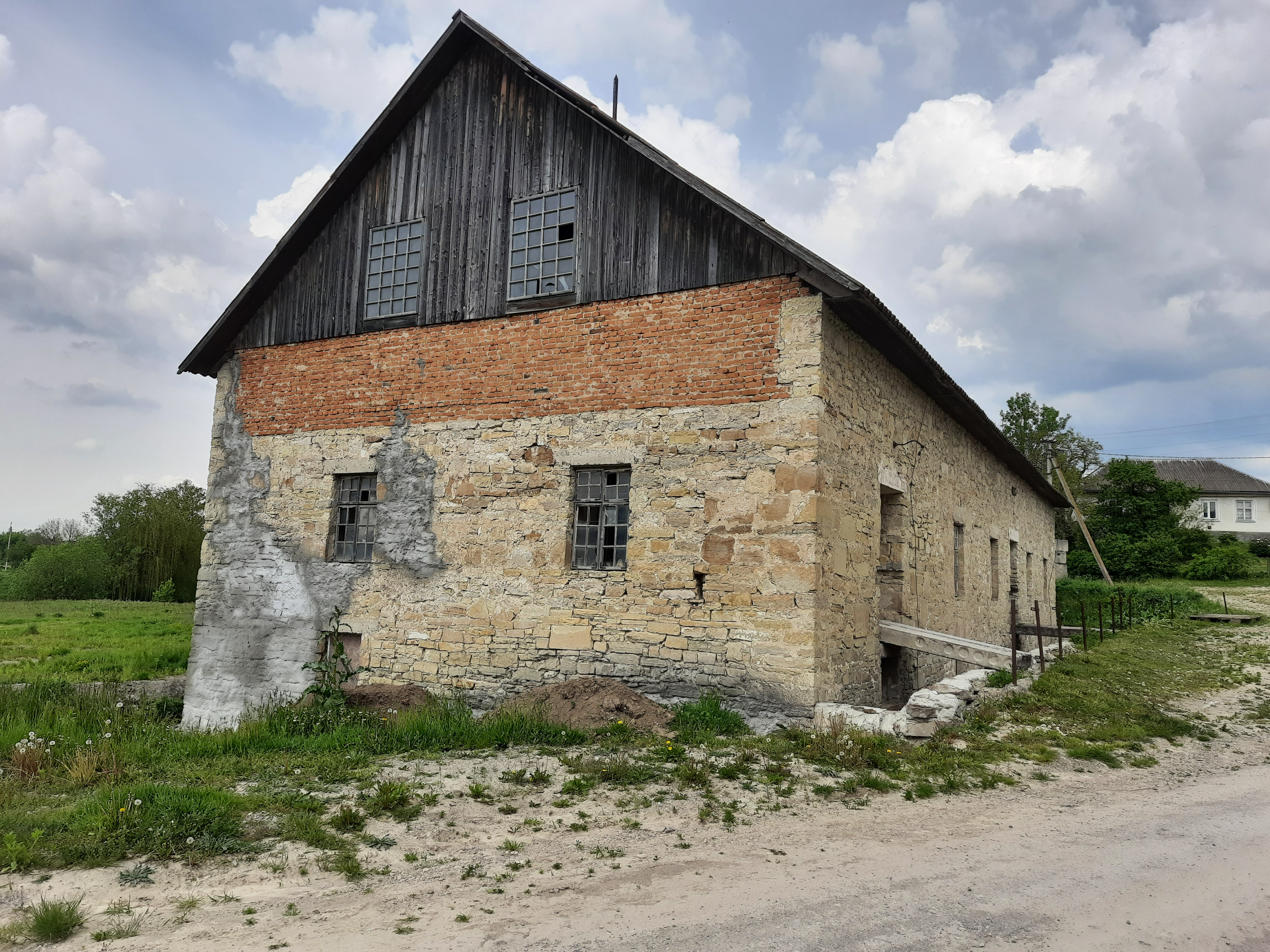
Водяний млин (19 ст.)
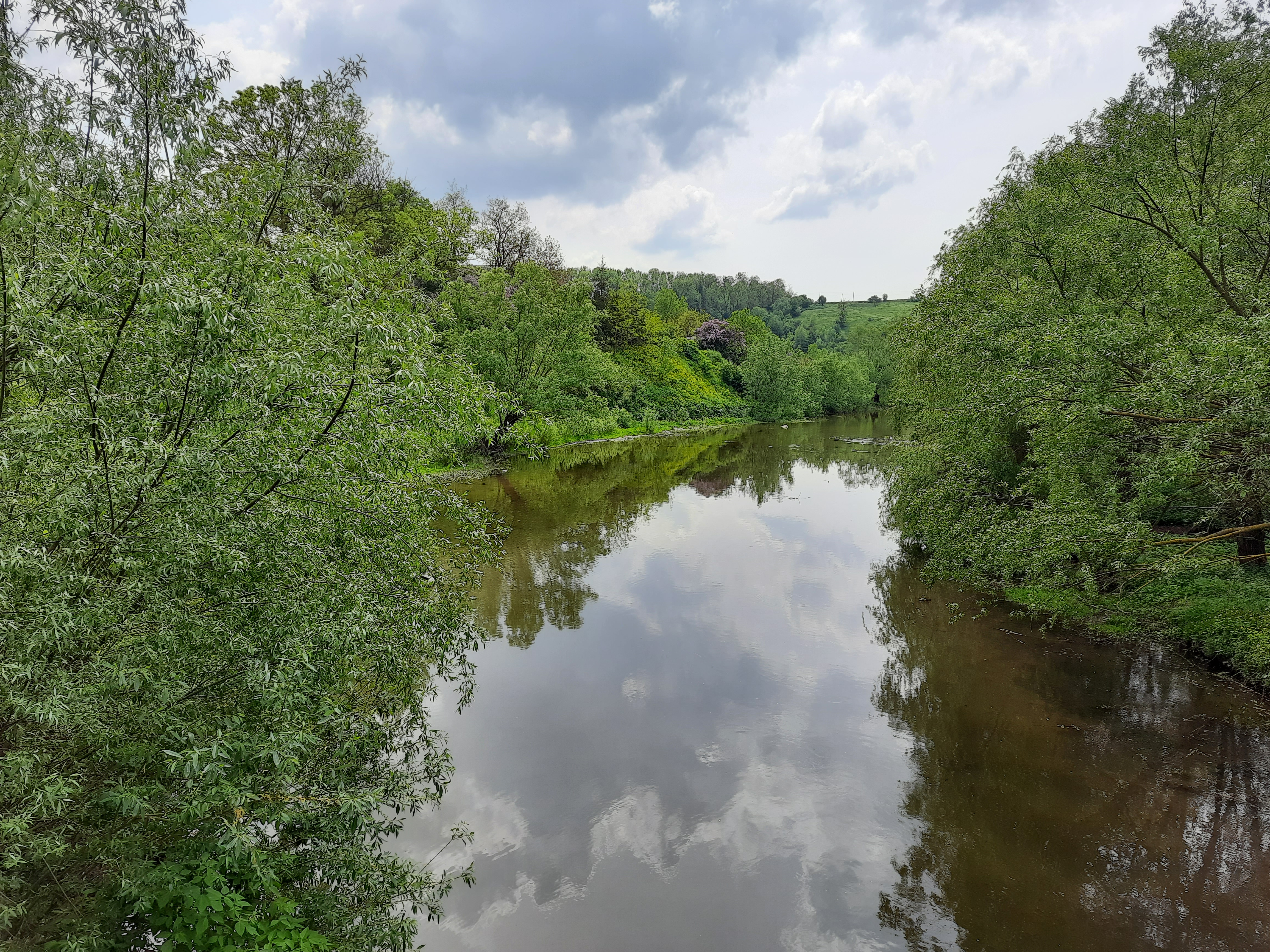
Річка Гнила біля села